# Esztergom polgármestereinek és tanácselnökeinek listája

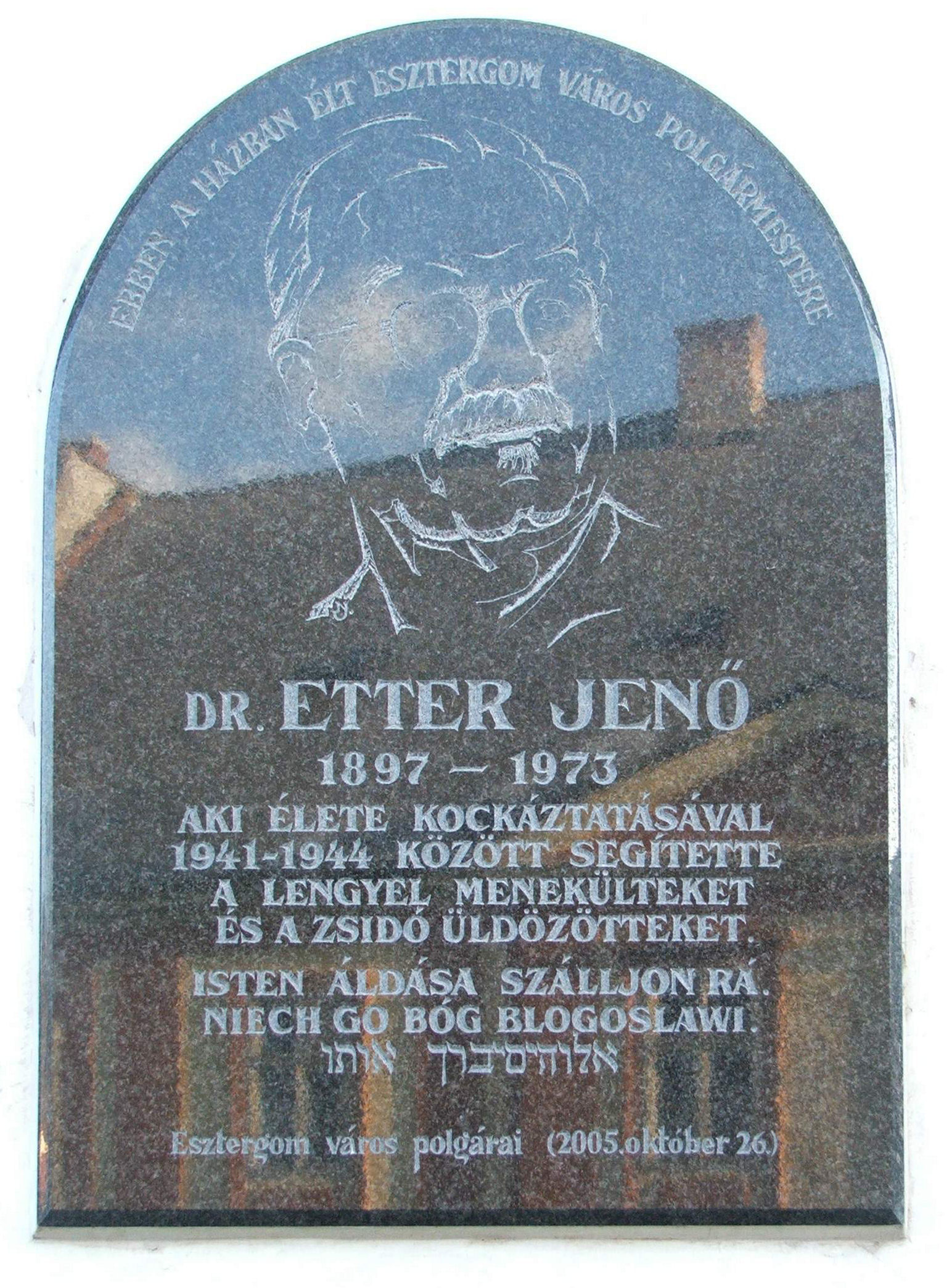
Etter Jenő háromnyelvű emléktáblája a Vízivárosban

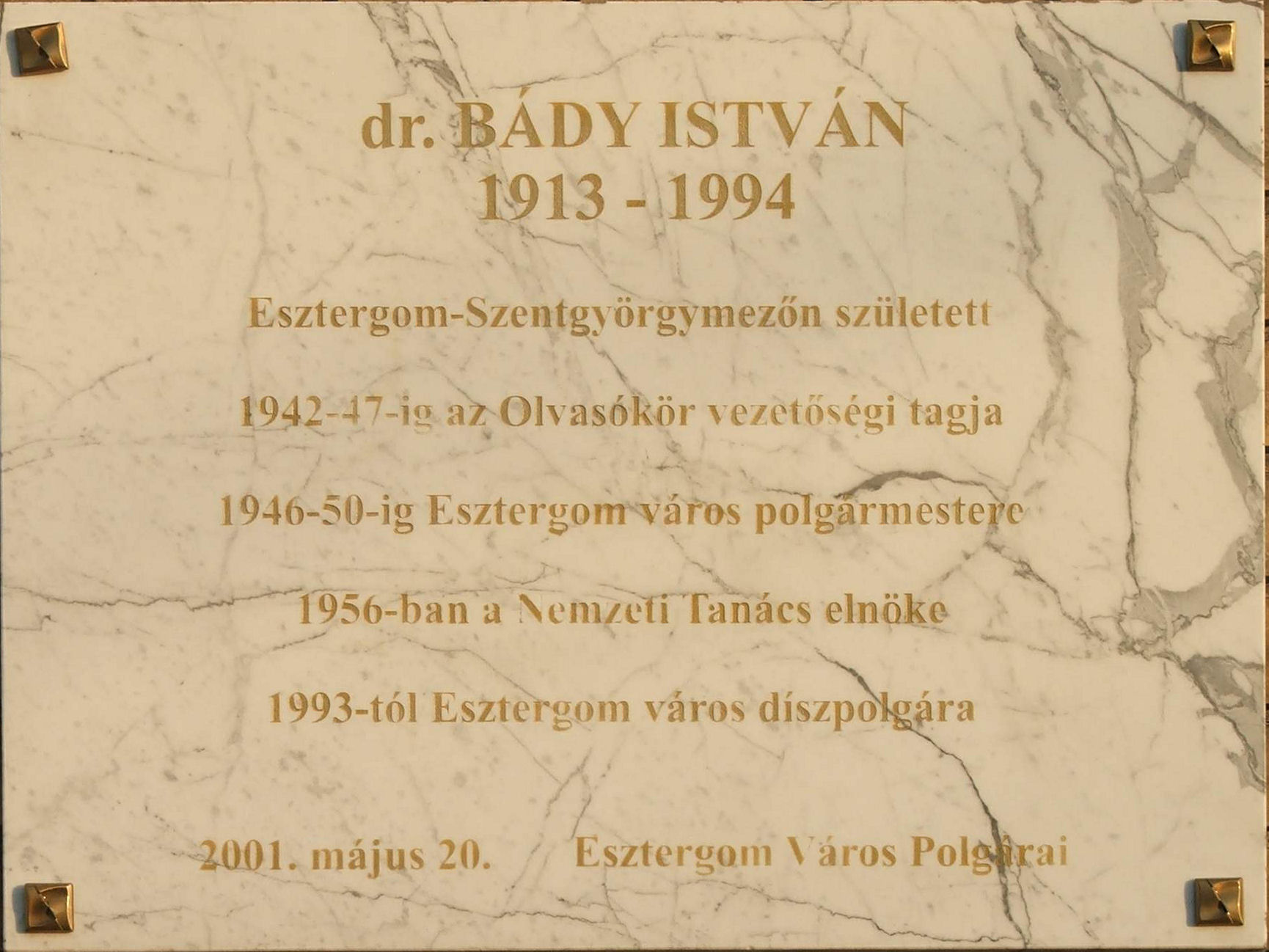
dr. Bády István, szentgyörgymezői születésű polgármester emléktáblája

Ez Esztergom város főbíráinak, polgármestereinek és tanácselnökeinek listája. 

A szabad királyi város 1703-ban I. Lipóttól, 1708-ban I. Józseftől, 1725-ben III. Károlytól kapott kiváltságlevelet. 1710-ben tartotta első tisztújító közgyűlését. A várost egy 12 fős belső, és egy 40 fős külső tanács irányította. A belső tanács egyben törvényszék is volt. 1876-ra a képviselő-testület tagjainak száma 178-ra emelkedett. A város élén 1808-ig bíró állt. 1808. pünkösd havának 15. napján az udvari kamara rendelete engedélyezte a polgármesteri státusz betöltését, és előírta, hogy a választásról egy hónap elteltével a város köteles jelentést adni.
A polgármester hatásköre eltért a maitól, mint consul a város gazdasági ügyeit adminisztrálta. Bár fizetése egyenlő volt a bíróéval, rangban alatta állt, a bíró továbbra is elnökölt és az okmányokat is ő írta alá. A polgármester hatásköre az 1840-es években bővült, és 1846-tól a főpolgármester állt a város élén a törvényhatósági jog 1876-os elvesztéséig.

## Főbírók
| Név                 | Hivatali idő |
| ------------------- | ------------ |
| Kelemen György      | 1698         |
| Sinka György        | 1699–1701    |
| jegyzőkönyv hiányos | 1702–1704    |
| Szilcz J. Pál       | 1705–1708    |
| Käsztner J. Henrik  | 1709–1711    |
| Szilcz J. Pál       | 1712         |
| Käsztner J. Henrik  | 1713         |
| Szűcs György        | 1714–1715    |
| Szilcz J. Pál       | 1716–1721    |
| Szép Péter          | 1722–1723    |
| Käsztner J. Henrik  | 1724–1725    |
| Haimb (Hain) Ferenc | 1726         |
| Käsztner J. Henrik  | 1727         |
| Szilcz J. Pál       | 1728–1732    |
| Zellézy András      | 1733–1738    |
| Gánóczy István      | 1739         |
| Feichtinger József  | 1740–1741    |
| Gánóczy István      | 1742–1743    |
| Campion János       | 1744–1745    |
| Szaday Ferenc       | 1746–1747    |
| Campion János       | 1748–1749    |
| Gánóczy István      | 1750         |
| Szilcz József       | 1751–1754    |
| Pomaházy Mátyás     | 1755–1758    |
| Lukácsy István      | 1759–1760    |
| Petheő Sebestyén    | 1761–1762    |
| Pomaházy Mátyás     | 1763–1766    |
| Pató János          | 1767–1771    |
| Valter Imre         | 1772–1775    |
| Petheő Sebestyén    | 1766–1779    |
| Pucz József         | 1780–1781    |
| Hersich János       | 1782–1785    |
| Szilva Mihály       | 1786–1790    |
| Bauer (Pauer) Ádám  | 1791–1801    |
| Falk Bálint         | 1802–1805    |
| Szilva Mihály       | 1806–1808    |

A polgármesteri tisztség bevezetésével nem szűnt meg a főbírói tisztség.

## Polgármesterek
| Név                | Hivatali idő                          | Megjegyzés |
| ------------------ | ------------------------------------- | --- |
| Falk Bálint        | 1808. július 30–1810. augusztus 10.   | 1802 és 1805 között a város főbírája, 1805 és 1807 között az Országgyűlés városi követe                                       |
| Kollár Antal       | 1810. augusztus 21–1818. február 9.   | |
| Muzsik Ferenc      | 1818. február 9–1823. április 28.     | |
| Falk János         | 1823. május 1–1829. április 23.       | |
| Krakovitzer Ferenc | 1829. április 23–1839. október 15.    | |
| Hartmann Ignác     | 1839. október 15–1846. szeptember 28. | |
| Takács István      | 1846. október 5–1861. január 10.      | |
| Kollár Antal       | 1861. január 10–1862. január 9.       | Született: 1811, nem azonos a korábbi polgármesterrel.                                                                        |
| Sziklay József     | 1862. január 9–1867. április 26.      | |
| Kollár Antal       | 1867. április 26–1877. május 30.      | Másodszor |
| Palkovics Károly   | 1877. szeptember 20–1881. február 22. | |
| Sziklay József     | 1881. március 29– május 15.           | Másodszor |
| Papp János         | 1881–1886. október 18.                | (Élt: 1820–1894) |
| dr. Helcz Antal    | 1886. október 24.–1895. június        | Sikkasztás miatt lemondani kényszerült                                                                                        |
| Niedermann József  | 1895. június 13. –                    | Helcz lemondása után ideiglenes polgármester                                                                                  |
| Malina Lajos       | 1895. június 24–1899. október 16.     | Kezdetben helyettes polgármester, később polgármester. Egészségi állapota miatt lemondott, és még abban az évben meg is halt. |
| Kollár Károly      | 1899. május 23–1899. november 15.     | Megbízott polgármester |
| Vimmer Imre        | 1899. november 15.–1915. december 16. | |
| Dr. Antóny Béla    | 1916. január 1–1931. december 1.      | Lemondatják |
| Glatz Gyula        | 1931–1940. augusztus 17.              | Helyettes polgármester, majd polgármester                                                                                     |
| dr. Etter Jenő     | 1941. február 1.–1944. augusztus 1.   | |
| Dr. Sudár József   | 1944. július 1–1945. augusztus 31.    | |
| Mikler Ferenc      | 1945. április 8.–                     | A város első kommunista polgármestere, lásd: Tabán (Esztergom)                                                                |
| Schalkház Ferenc   | 1945. április 28.–május 16.           | megbízott polgármester |
| Dr. Hajdu György   | 1945. május 16.–1946. július 17.      | |
| Dr. Bády István    | 1946. július 17.–1950. július 6.      | 1948. május 22-ig mint megbízott. 1950-ben lemond                                                                             |
| Szabó István       | 1950. július 7.–31                    | korábban városi tanácsnok, leváltják                                                                                          |
| Sipos Zoltán       | 1950. augusztus 1.–augusztus 15.      | Komáromi polgármester, akit a megyei tanács bízott meg                                                                        |

## Tanácselnökök (1950–1989)
Pártok
      MSZMP
|  | Név                        | Hivatal kezdete     | Hivatal vége        | Megjegyzés                                                                   |
|  | -------------------------- | ------------------- | ------------------- | ---------------------------------------------------------------------------- |
|  | Anderla Imre               | 1950. október 3.    | 1953. szeptember 4. | A titulus pontos megnevezése a városi tanács végrehajtó bizottságának elnöke |
|  | Fábián László              | 1953. szeptember 4. | 1954. július 26.    | A titulus pontos megnevezése a városi tanács végrehajtó bizottságának elnöke |
|  | Horváth Klára              | 1954. november 16.  | 1957. február 14.   | A titulus pontos megnevezése a városi tanács végrehajtó bizottságának elnöke |
|  | Lázár András               | 1957. február 17.   | 1963. február 28.   | A titulus pontos megnevezése a városi tanács végrehajtó bizottságának elnöke |
|  | Boza Miklós                | 1963. február 28.   | 1968. június 27.    | A titulus pontos megnevezése a városi tanács végrehajtó bizottságának elnöke |
|  | Dr. Szabó Imre             | 1968. július 10.    | 1971. január 11.    | A titulus pontos megnevezése a városi tanács végrehajtó bizottságának elnöke |
|  | Brunszkó Antal (1932–2011) | 1971. január 11.    | 1989. március 18.   | 1971-től a cím pontos megnevezése a városi tanács elnöke                     |
|  | Simon Tibor                | 1989. március 28.   | 1990. október 14.   | 1971-től a cím pontos megnevezése a városi tanács elnöke                     |

## Polgármesterek (1990–napjainkig)
Pártok
      Független
      Fidesz–MDF→Fidesz–KDNP
|                    | Név                        | Hivatal kezdete   | Hivatal vége       | Választás              | Megjegyzés |
| ------------------ | -------------------------- | ----------------- | ------------------ | ---------------------- | --- |
|                    | Dr. Könözsy László (1941–) | 1990. október 14. | 1994. december 11. | 1. (1990)              | A rendszerváltást követően a város első polgármestere három cikluson keresztül. 1999-ben egészségügyi okokra hivatkozva lemondott tisztségéről                                                                                       |
| 1994. december 11. | Dr. Könözsy László (1941–) | 1998. október 18. | 2. (1994)          |                        | A rendszerváltást követően a város első polgármestere három cikluson keresztül. 1999-ben egészségügyi okokra hivatkozva lemondott tisztségéről                                                                                       |
| 1998. október 18.  | Dr. Könözsy László (1941–) | 1999. november 8. | 3. (1998)          |                        | A rendszerváltást követően a város első polgármestere három cikluson keresztül. 1999-ben egészségügyi okokra hivatkozva lemondott tisztségéről                                                                                       |
|                    | Meggyes Tamás (1967–)      | 1999. november 9. | 2002. október 20.  | ügyvezető polgármester | Esztergom rendszerváltás utáni második polgármestere, aki Dr. Könözsy László lemondását követően ügyvezető polgármester, majd két cikluson keresztül választott polgármester elsőként a Fidesz–MDF, majd a Fidesz–KDNP támogatásával |
| 2002. október 20.  | Meggyes Tamás (1967–)      | 2006. október 1.  | 4. (2002)          |                        | Esztergom rendszerváltás utáni második polgármestere, aki Dr. Könözsy László lemondását követően ügyvezető polgármester, majd két cikluson keresztül választott polgármester elsőként a Fidesz–MDF, majd a Fidesz–KDNP támogatásával |
| 2006. október 1.   | Meggyes Tamás (1967–)      | 2010. október 3.  | 5. (2006)          |                        | Esztergom rendszerváltás utáni második polgármestere, aki Dr. Könözsy László lemondását követően ügyvezető polgármester, majd két cikluson keresztül választott polgármester elsőként a Fidesz–MDF, majd a Fidesz–KDNP támogatásával |
|                    | Tétényi Éva Edit (1961–)   | 2010. október 3.  | 2014. október 12.  | 6. (2010)              | Esztergom első női független polgármestere |
|                    | Romanek Etelka (1960–)     | 2014. október 12. | 2019. október 13.  | 7. (2014)              | A város negyedik, egyben második női polgármestere a Fidesz–KDNP támogatásával |
|                    | Hernádi Ádám (1986–)       | 2019. október 14. | Hivatalban         | 8. (2019)              | A város ötödik polgármestere a Fidesz–KDNP támogatásával |